# Lac de la Marée
 (juillet 2018).
Pour les articles homonymes, voir Marée (homonymie).
Le lac de la Marée est un plan d’eau douce du versant Sud de la rivière Eastmain, dans Eeyou Istchee Baie-James, dans la région administrative du Nord-du-Québec, dans la province de Québec, au Canada.
Le bassin versant du lac de la Marée est desservi indirectement par la route forestière route 167 (sens Nord-Sud) qui passe à 126,2 km à l'Est en remontant à l’Est du lac Mistassini, puis vers le Nord en suivant le cours de la rivière Takwa.

## Géographie
Les principaux bassins versants voisins du lac de la Marée sont :
- côté nord : lac Nasacauso, rivière Eastmain, rivière Ross, lac Nantewil, lac Bardin, rivière Gipouloux ;
- côté est : rivière Eastmain, lac Michaux, lac Chamic, lac Mistamiquechamic, rivière Tichégami ;
- côté sud : lac Cawachagamite, rivière Rupert, lac Bellinger, rivière Natastan, lac Miskittenau ;
- côté ouest : lac Nasacauso, rivière Nemiscau[1].

Situé au Nord-Ouest du lac Mistassini en zones marécageuses, juste en aval de l'île Le Veneur, la partie Nord du lac de la Marée constitue un élargissement d’un bras secondaire de la rivière Eastmain. Ce lac est de nature difforme, ressemblant à un croissant ouvert vers le Sud-Ouest ; ce croissant est juxtaposé à un plan d’eau semblant avoir une forme opposé (du côté Nord-Ouest). Le lac de la marée comporte une superficie de 35,47 km2, une longueur de 21,3 km, une largeur maximale de 2,8 km et une altitude de 329 m.
Le lac de la Marée comporte 53 îles, de nombreuses baies et presqu’îles. Les principales caractéristiques de ce lac sont (description selon le sens horaire à partir de l’embouchure) :
Partie principale du lac
- l’île Le Veneur (longueur : 23,6 km) située au Nord-Est. Cette île de la rivière Eastmain est contournée par le chenal Sud de la rivière ;
- une île non identifiée (longueur : 6,7 km) située au Nord-Est. Cette île qui est connexe du côté Sud-Ouest de l’île Le Veneur, barre l’embouchure du Lac de la Marée ;
- une baie s’étirant 10,3 km vers le Sud-Ouest recevant quelques décharges de lacs non identifiés. Cette baie comporte un détroit d’une centaine de mètres en largeur reliant la partie Sud-Ouest du lac qui s’élargit alors jusqu’à 2,8 km ;

Partie du Nord-Ouest
- un plan d’eau connexe d’une longueur de 10,3 km situé au Nord-Ouest. Un détroit d’une centaine de mètres de largeur relie les deux parties du lac. Cette partie est plus ou moins en parallèle à la partie principale du lac avec laquelle elle est séparée par une presqu’île s’étirant sur 5,8 km) vers le Nord-Est et une île non identifié (longueur : 6,7 km)[1].

L’embouchure du lac de la Marée est localisée au fond d’une baie de la rive Nord de la partie Nord-Ouest du lac, soit à :
- 55,5 km au Nord-Ouest du lac Woollett lequel est traversé par la rivière Rupert ;
- 57,8 km à l’Est du réservoir de l'Eastmain 1 ;
- 163,9 km à l’Est du réservoir Opinaca ;
- 96,0 km au Nord-Ouest du lac Mistassini ;
- 140,4 km au Nord-Est du centre du village de Nemaska ;
- 223,1 km au Nord-Ouest du centre-ville de Chibougamau ;
- 296 km à l’Est de la confluence de la rivière Eastmain et de la baie James[1]

L’embouchure du Lac de la Marée comporte quatre îles importantes dont l’île Le Veneur et une île en aval sur la rivière Eastmain.

## Toponymie
Le lac de la Marée est indiqué sur une carte du Québec publiée en 1946. La signification du nom est fondée sur les dépôts de boue couvrant les rivages et les îles jusqu'à la ligne d'inondation de la rivière. Selon le géologue Albert Peter Low, ces dépôts donnent l'apparence d'une baie à marée basse. Dans un rapport de 1895, ce dernier emploie le nom « Tide Lake » pour identifier le lac de la Marée.
Connu des explorateurs et des marchands anglais au XVIIIe siècle, ce plan d'eau fut choisi par la Compagnie de la Baie d'Hudson pour y construire son premier poste de traite à l'intérieur des terres, baptisé Neoskweskau et établi en 1793 par John Clarke. Situé sur une presqu'île à l'extrémité nord-ouest du lac qui a longtemps porté le même nom, ce poste servait à négocier l'achat de fourrures avec les Mistassins et à contrecarrer le commerce du Domaine du Roi et de la Compagnie du Nord-Ouest. Ce comptoir, exploité de façon sporadique, sera définitivement fermé vers 1960.
Lac de la Marée a été officialisé le 5 décembre 1968 par la Commission de toponymie du Québec, soit à la création de la commission.